# Campionat internacional d'esgrima de 1926
El Campionat internacional d'esgrima de 1926 fou la cinquena edició de la competició que en l'actualitat es coneix com a Campionat del Món d'esgrima. Les proves de floret i sabre es van disputar a Budapest, i la d'espasa a Oostende.

## Resultats
| Proves            | Or                 | Plata               | Bronze       |
| Espasa            |                    |                     |              |
| Espasa individual | Georges Tainturier | Fernand de Montigny | Léon Tom     |
| Floret            |                    |                     |              |
| Floret individual | Giorgio Chiavacci  | László Berti        | Ugo Pignotti |
| Sabre             |                    |                     |              |
| Sabre individual  | Sándor Gombos      | Attila Petschauer   | Bino Bini    |

## Medaller
| Posició | País    | Or | Plata | Bronze | Total |
| 1       | Hongria | 1  | 2     | 0      | 3     |
| 1       | Itàlia  | 1  | 0     | 2      | 3     |
| 3       | França  | 1  | 0     | 0      | 1     |
| 4       | Bèlgica | 0  | 1     | 1      | 2     |
| TOTAL   | TOTAL   | 3  | 3     | 3      | 9     |